# حوة أمل أمين
حوة أمل أمين (الاسم العلمي:Launaea amal-aminiae) هي نوع من النباتات تتبع جنس الحوة من الفصيلة النجمية.
سمي هذا النوع نسبةً إلى عالمة النبات المصرية أمل أمين.